# Marcq-en-Barœul
Marcq-en-Barœul település Franciaországban, Nord megyében. Lakosainak száma 39 943 fő (2022. január 1.). Marcq-en-Barœul Wasquehal, Villeneuve-d’Ascq, Bondues, Lille, La Madeleine, Marquette-lez-Lille, Mons-en-Barœul és Mouvaux községekkel határos.

## Népesség
A település népességének változása:
| Lakosok száma | 39 392 | 39 298 | 39 697 | 38 617 | 38 570 | 38 486 | 38 604 | 39 356 | 39 943 |
|               | 2013   | 2015   | 2016   | 2017   | 2018   | 2019   | 2020   | 2021   | 2022   |